# Symons Gold Medal
Symons Gold Medal är en guldmedalj som varje jämnt år delas ut av Royal Meteorological Society till den som genomfört enastående arbeten inom meteorologins fält. 
Medaljen instiftades 1901 och är namngiven efter George James Symons, en framstående brittisk meteorolog.

## Mottagare
- 1902 Alexander Buchan
- 1904 Julius Hann
- 1906 Richard Strachey
- 1908 Léon Teisserenc de Bort
- 1910 William Napier Shaw
- 1912 Cleveland Abbe
- 1914 William Henry Dines
- 1916 Ingen utdelning
- 1918 Hugh Robert Mill
- 1920 Hugo Hildebrand Hildebrandsson
- 1922 Henry George Lyons
- 1924 Takematsu Okada
- 1926 Ernest Gold
- 1928 Hugo Hergesell
- 1930 George Simpson
- 1932 Vilhelm Bjerknes
- 1934 Gilbert Walker
- 1936 Wilhelm Matthäus Schmidt
- 1938 Gordon Dobson
- 1940 Jacob Bjerknes
- 1942 Ingen utdelning
- 1944 Charles W.B. Normand
- 1947 David Brunt
- 1949 Tor Bergeron
- 1951 Geoffrey Ingram Taylor
- 1953 Carl-Gustaf Rossby
- 1955 Reginald Sutcliffe
- 1957 Erik Palmén
- 1959 Oliver Graham Sutton
- 1961 Jule Gregory Charney
- 1963 Percival Albert Sheppard
- 1965 Sydney Chapman
- 1967 Charles H.B. Priestley
- 1969 Sverre Petterssen
- 1971 John Sawyer
- 1973 Edward Lorenz
- 1975 Basil John Mason
- 1976 Kirill Jakovlevitj Kondratjev
- 1978 Frank H. Ludlam
- 1980 Joseph Smagorinsky
- 1982 Frank Pasquill
- 1984 Christian E. Junge
- 1986 Hubert Lamb
- 1988 David Atlas
- 1990 John Houghton
- 1992 Douglas Lilly
- 1994 John Monteith
- 1996 Klaus Hasselmann
- 1998 Philip Drazin
- 2000 Keith Browning
- 2002 Raymond Hide
- 2004 John S. A. Green
- 2006 Brian Hoskins
- 2008 Adrian J. Simmons
- 2010 John F.B. Mitchell
- 2012 Timothy Barnett
- 2014 Robert A. Houze
- 2016 John Michael Wallace
- 2018 Clive D. Rodgers